# آئرولوگیک
آئرولوگیک (به انگلیسی: AeroLogic) یک شرکت هواپیمایی با کد یاتا 3S است که در تاریخ ۲۰۰۷ میلادی تأسیس شده و در تاریخ ۲۰۰۹ فعالیتش را آغاز کرده‌است.
دفتر مرکزی آئرولوگیک در اشکویدیتس، آلمان واقع شده‌است و به ۲۲ مقصد، پرواز مستقیم انجام می‌دهد.

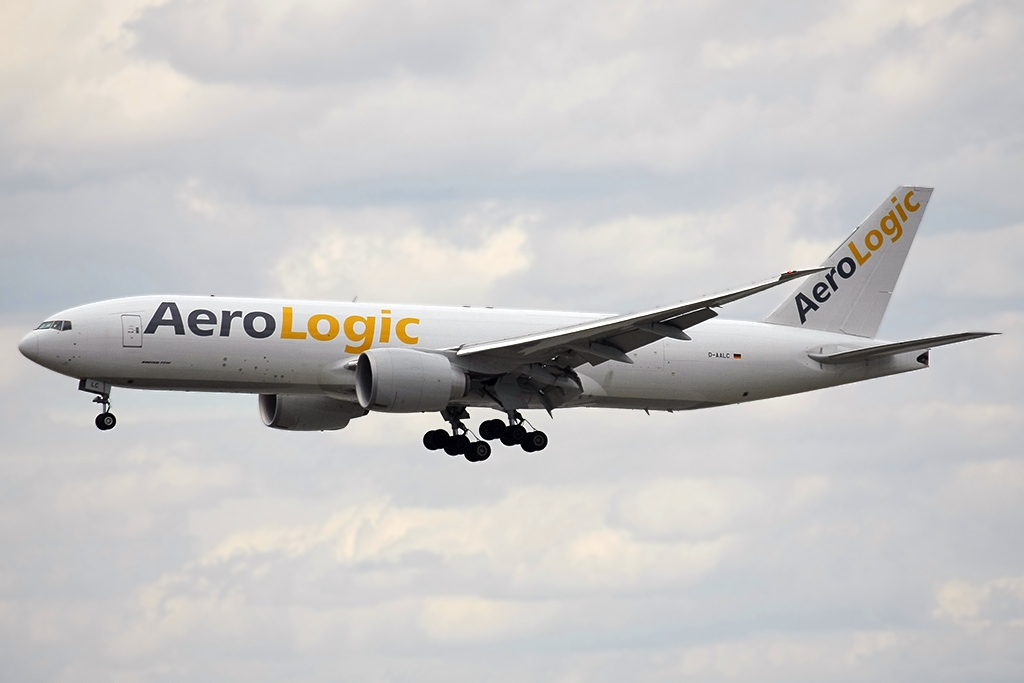
یک فروند بوئینگ ۷۷۷ متعلق به آئرولوگیک

## مقصدهای پروازی
| شهر       | کشور                 | فرودگاه                                   |
| --------- | -------------------- | ----------------------------------------- |
| منامه     | Bahrain              | فرودگاه بین‌المللی بحرین                   |
| داکا      | Bangladesh           | فرودگاه بین‌المللی شاه‌جلال                 |
| بروکسل    | Belgium              | فرودگاه بروکسل                            |
| هنگ کنگ   | Hong Kong            | فرودگاه بین‌المللی هنگ کنگ                 |
| شانگهای   | China                | فرودگاه بین‌المللی شانگهای پودنگ           |
| فرانکفورت | Germany              | فرودگاه بین‌المللی فرانکفورت [Hub]         |
| لایپزیگ   | Germany              | فرودگاه لایپزیگ/هال [Hub]                 |
| بنگلور    | India                | فرودگاه بین‌المللی بنگالورو                |
| بمبئی     | India                | فرودگاه بین‌المللی چاتراپاتی شیواجی        |
| میلان     | Italy                | فرودگاه اوریو آل سریو                     |
| لاهور     | Pakistan             | فرودگاه بین‌المللی اقبال لاهوری            |
| سنگاپور   | Singapore            | فرودگاه چانگی سنگاپور                     |
| سئول      | South Korea          | فرودگاه بین‌المللی اینچئون                 |
| بانکوک    | Thailand             | فرودگاه بین‌المللی سووارنابومی             |
| عشق‌آباد   | Turkmenistan         | فرودگاه عشق‌آباد                           |
| شهر دبی   | United Arab Emirates | فرودگاه بین‌المللی دوبی                    |
| ناتینگهام | United Kingdom       | فرودگاه ایست میدلند                       |
| آتلانتا   | United States        | فرودگاه بین‌المللی هارتسفیلد-جکسون آتلانتا |
| شیکاگو    | United States        | فرودگاه بین‌المللی اوهر شیکاگو             |
| هیوستون   | United States        | فرودگاه بین‌المللی جرج بوش                 |
| لس آنجلس  | United States        | فرودگاه بین‌المللی لس‌آنجلس                 |
| نیویورک   | United States        | فرودگاه بین‌المللی جان اف کندی             |
| تاشکند    | Uzbekistan           | فرودگاه بین‌المللی تاشکند                  |